# 武安郡 (北魏)
武安郡，中国南北朝时设置的郡。
北魏分武威郡置武安郡，属凉州。治所在宜盛县（今甘肃民勤县西南）。下辖宜盛县一县，辖境相当今甘肃省民勤县一带。宜盛县后来改为襄武县，西魏时，武安郡、襄武县都废入武威郡姑臧县。